# Matrah

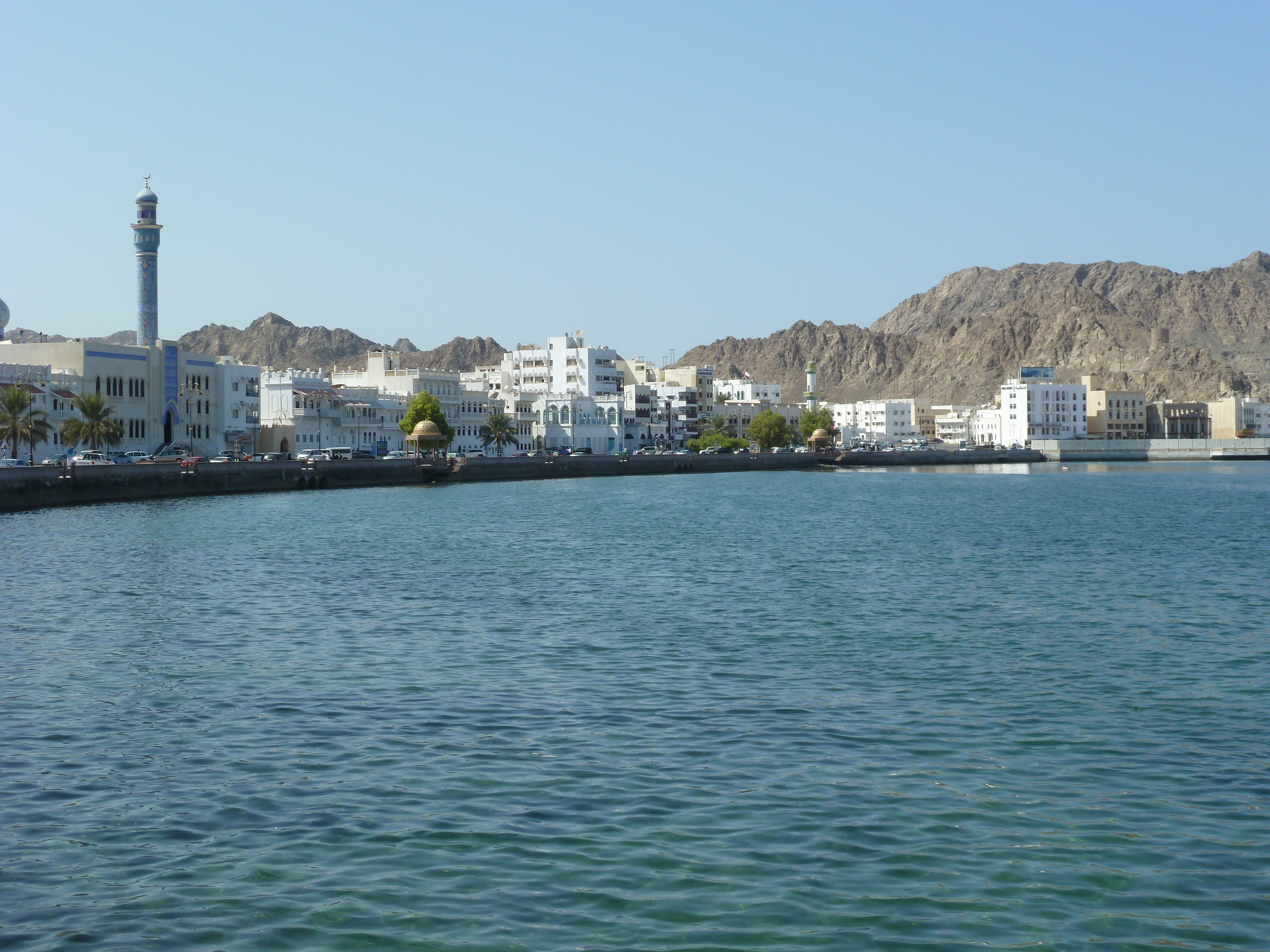
Hafen Matrah

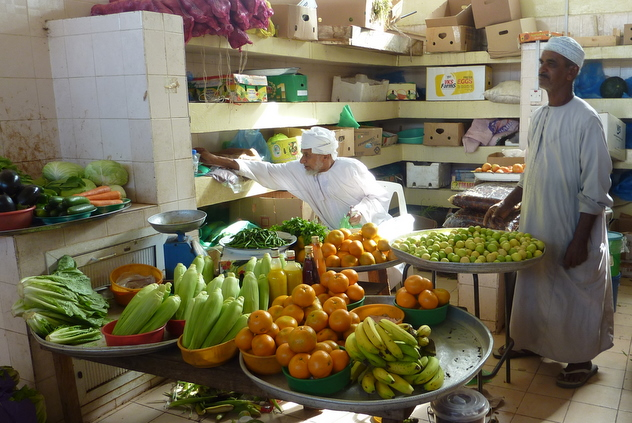
Gemüsemarkt in Matrah

Matrah, (arabisch مطرح, DMG Maṭraḥ), Einwohnerzahl 150.420 (2003), ist einer der größten Orte in Oman, östlich an die Hauptstadt Maskat anschließend und Teil der Muscat Capital Area. Vor der Entdeckung des Erdöls war Matrah das Handelszentrum Omans. Es ist auch heute noch ein Handelszentrum und beherbergt den größten Hafen des Landes.
Wichtigste Sehenswürdigkeiten sind die schiitische Moschee, zwei Forts, der Fischmarkt und die Corniche. Der Suq von Matrah ist der größte Omans und bietet die größte Auswahl an omanischen Handwerkstücken. Der Riyampark ist ein öffentlicher Park am Rande Matrahs – dort steht auch das Wahrzeichen von Matrah, ein überdimensionaler weißer Weihrauchbrenner.
Matrah ist ebenfalls eine der Wilaya des Gouvernements Maskat. Weitere Orte im Wilaya Matrah sind unter anderen Ruwi und Qurum.

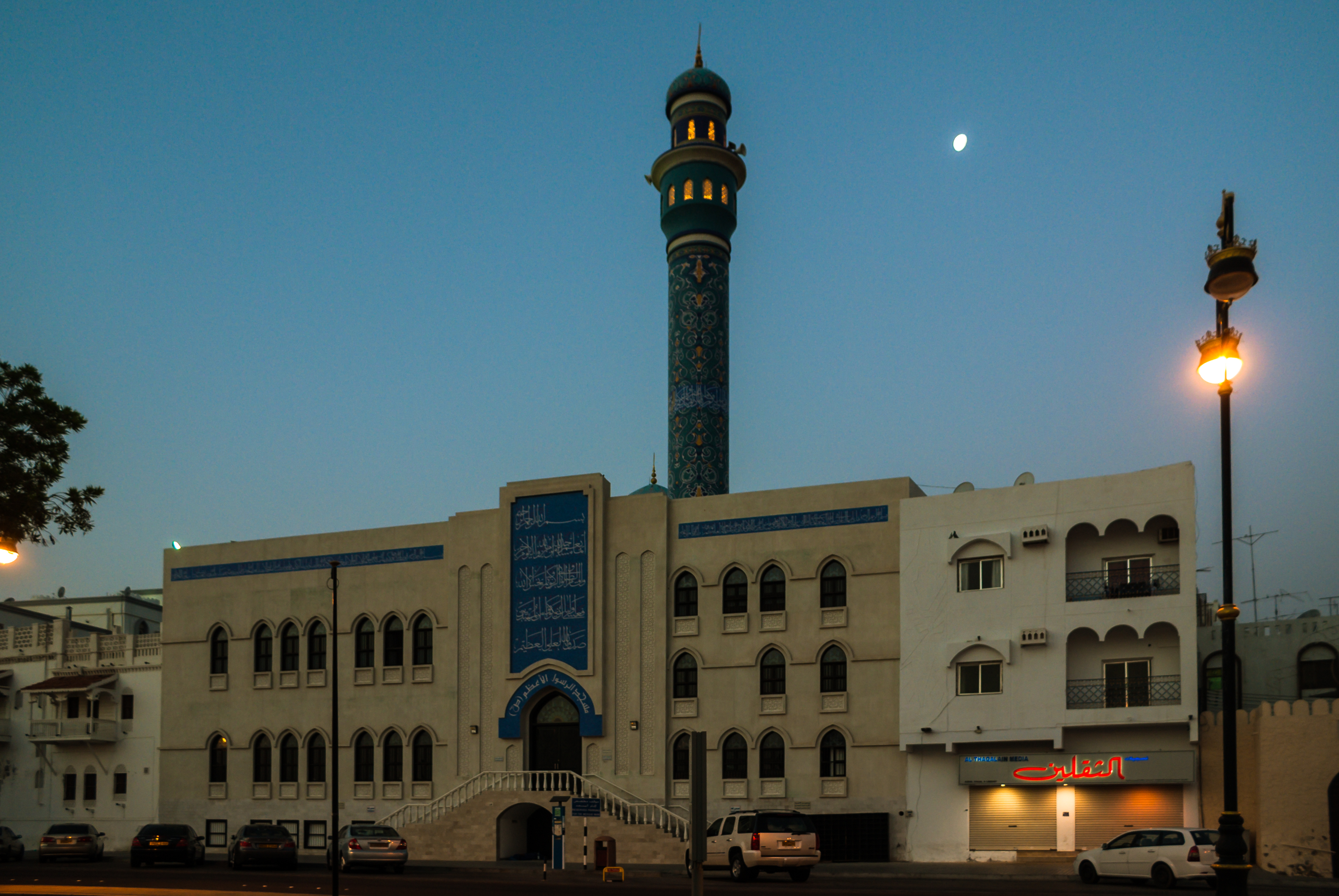
Moschee von Matrah

## Persönlichkeiten
- Khalid al-Braiki (* 1993), Fußballspieler